# Hermann Olson
Hermann Olson (* 5. Januar 1893 in Flensburg; † 25. August 1958) war ein dänischstämmiger Politiker in Schleswig-Holstein.

## Leben und Beruf
Olson arbeitete zunächst bei der Berufsfeuerwehr in Flensburg. Später war er Aufsichtsratsvorsitzender der Konsumgenossenschaft Flensburg und Umgebung. Danker und Lehmann-Himmel charakterisieren ihn in ihrer Studie über das Verhalten und die Einstellungen der Schleswig-Holsteinischen Landtagsabgeordneten und Regierungsmitglieder der Nachkriegszeit in der NS-Zeit als Protagonisten der Arbeiterbewegung und als „oppositionell-gemeinschaftsfremd“.
Von 1954 bis zu seinem Tode war Olson Sekretär des Kontaktausschusses der dänischen Minderheit bei der Bundesregierung. Er war verheiratet und hatte vier Kinder.

## Partei
In der Weimarer Republik gehörte Olson der SPD an. Nach dem Zweiten Weltkrieg beteiligte er sich zunächst am Wiederaufbau der SPD, verließ diese jedoch 1946 aus Protest gegen die Politik Kurt Schumachers, die ihm als Angehörigem der dänischen Minderheit zu nationalbetont erschien. Er gründete daraufhin die dänisch orientierte Sozialdemokratische Partei Flensburgs, die sich aber 1954 auch auf Druck der dänischen Sozialdemokratie wieder mit der SPD vereinigte. Einige ihrer Mitglieder wie Herman Olsen wechselten in den SSW.

## Abgeordneter
Olson gehörte von 1946 bis zu seinem Tode dem Stadtrat von Flensburg an. Er gehörte 1946 dem ersten ernannten Landtag von Schleswig-Holstein an, wurde aber für den zweiten ernannten Landtag nach seinem Austritt aus der SPD nicht mehr berücksichtigt. 1947 wurde er im Rahmen eines Bündnisses seiner SPF mit dem SSW in den Landtag gewählt, dem er bis zum 21. Dezember 1953 als Mitglied der SSW-Fraktion angehörte. Er wurde 1947 im Wahlkreis Flensburg-Stadt und 1950 im Wahlkreis Flensburg-West gewählt. Der Landtag wählte ihn zum Mitglied der ersten Bundesversammlung, die am 12. September 1949 Theodor Heuss zum Bundespräsidenten wählte.